# Млошова
Млошова (пол. Młoszowa) — село в Польщі, у гміні Тшебіня Хшановського повіту Малопольського воєводства.
Населення — 2702 особи (2011).
У 1975-1998 роках село належало до Катовицького воєводства.

## Демографія
Демографічна структура станом на 31 березня 2011 року:
|          | Загалом | Допрацездатний вік | Працездатний вік | Постпрацездатний вік |
| -------- | ------- | ------------------ | ---------------- | -------------------- |
| Чоловіки | 1283    | 226                | 892              | 165                  |
| Жінки    | 1419    | 258                | 805              | 356                  |
| Разом    | 2702    | 484                | 1697             | 521                  |